# Emma Villas Volley 2015-2016
Questa voce raccoglie le informazioni riguardanti l'Emma Villas Volley nelle competizioni ufficiali della stagione 2015-2016.

## Stagione
La stagione 2015-16 è per l'Emma Villas Volley la prima in Serie A2: il club infatti ha ottenuto la promozione dalla Serie B1 2014-15 vincendo la regular season: a seguito dell'accesso alla serie cadetta sposta cambia la propria denominazione da Emma Villas Vitt Chiusi in Emma Villas Volley e sposta la propria sede da Chiusi a Siena. Viene confermato l'allenatore Romano Giannini, poi sostituito a stagione in corso da Massimo Caponeri, mentre la rosa viene diversi arrivi e partenze anche durante il campionato; tra gli arrivi quelli di Mladen Majdak, Andrea Marchisio, Sergio Noda, Jan Willem Snippe, Matteo Bortolozzo e Vincenzo Tamburo, mentre tra le cessioni quelle di Simone Spescha, Carmelo Muscarà, Filippo Pochini, Michele Grassano e Goran Marić, quest'ultimi due avevano precedentemente iniziato la stagione con l'Emma Villas Volley per poi essere ceduti. Tra i pochi giocatori confermati dalla stagione precedente: Mario Scappaticcio, Andrea Di Marco e Roberto Braga.
Il campionato inizia con la sconfitta contro il Volley Potentino, mentre la prima vittoria arriva alla seconda giornata ai danni della Pallavolo Impavida Ortona; dopo tre sconfitte di fila, il club toscano vince la sua prima partita in trasferta battendo per 3-2 il Volley Tricolore Reggio Emilia: a questa seguiranno altri due successi. Dopo due stop, il girone di andata si chiude con tre vittorie che portano l'Emma Villas Volley al sesto posto in classifica, qualificandosi per la Coppa Italia di Serie A2. Il girone di ritorno inizia con un'alternanza di risultati, caratterizzato talvolta o da due successi o da due sconfitte consecutive: la formazione di Siena riesce a concludere la regular season mantenendo il sesto posto in classifica e accedendo ai play-off promozione. Nei quarti di finale dei play-off promozione affronta il Tuscania Volley, ma viene battuta sia in gara 1 che in quella 2, venendo estromessa dalla competizione.
Grazie al sesto posto al termine del girone di andata della Serie A2 2015-16 partecipa alla Coppa Italia di categoria: nei quarti di finale la sfida è contro il Junior Volley Civita Castellana e la squadra di Siena vince la partita al tie-break, accedendo alle semifinali. Nell'atto successivo incontra la Callipo Sport: i calabresi ottengono la vittoria per 3-1, eliminando i toscani.

## Organigramma societario
Area direttiva
- Presidente: Giammarco Bisogno
- Vicepresidente: Francesco Politini
- Segreteria: Francesco Falluomini
- Amministrazione: Monia Lupi

Area organizzativa
- Direttore generale: Marco Pistolesi (fino al 2 marzo 2016)
- Direttore sportivo: Fabio Mechini

Area tecnica
- Allenatore: Romano Giannini (fino al 26 novembre 2015), Massimo Caponeri (dal 27 novembre 2015)
- Allenatore in seconda: Alfredo Martilotti
- Scout man: Simone Cruciani
- Responsabile settore giovanile: Luigi Banella

Area comunicazione
- Addetto stampa: Andrea Biagi, Raffaella Curcio
- Responsabile comunicazione: Luca Bertolini, Chiara Li Volti
- Fotografo: Gabriele Leprini

Area marketing
- Responsabile marketing: Guglielmo Ascheri

Area sanitaria
- Medico: Flavio D'Ascenzi, Walter Vannuccini
- Preparatore atletico: Gianluca Carboni
- Fisioterapista: Francesco Alfatti

## Rosa
| N° | Nome                   | Ruolo | Data di nascita  | Nazionalità sportiva |
| -- | ---------------------- | ----- | ---------------- | -------------------- |
| 1  | Ferdinando Della Volpe | S     | 10 gennaio 1996  | Italia               |
| 2  | Leonardo Fantauzzo     | L     | 11 luglio 1997   | Italia               |
| 3  | Andrea Di Marco        | C     | 18 novembre 1982 | Italia               |
| 4  | Mladen Majdak          | S/O   | 4 luglio 1981    | Montenegro           |
| 5  | Mario Scappaticcio     | P     | 16 aprile 1974   | Italia               |
| 6  | Giacomo Raffaelli      | S     | 7 febbraio 1995  | Italia               |
| 7  | Vincenzo Tamburo       | S/O   | 1º ottobre 1985  | Italia               |
| 8  | Matteo Pistolesi       | P     | 14 marzo 1995    | Italia               |
| 9  | Matteo Bortolozzo      | C     | 1º agosto 1989   | Italia               |
| 10 | Daniele Mengozzi       | S     | 18 aprile 1987   | Italia               |
| 11 | Roberto Braga          | C     | 7 agosto 1984    | Italia               |
| 12 | Jan Willem Snippe      | S     | 21 maggio 1986   | Paesi Bassi          |
| 13 | Andrea Marchisio       | L     | 6 novembre 1990  | Italia               |
| 14 | Goran Marić            | S/O   | 2 novembre 1981  | Serbia               |
| 14 | Sergio Noda            | S     | 23 marzo 1987    | Spagna               |
| 15 | Matteo Granito         | C     | 2 agosto 1989    | Italia               |
| 18 | Michele Grassano       | S     | 22 maggio 1986   | Italia               |

## Mercato
| Acquisti | Acquisti               | Acquisti          | Acquisti   |
| R.       | Nome                   | da                | Modalità   |
| -------- | ---------------------- | ----------------- | ---------- |
| C        | Matteo Bortolozzo      | Matera Bulls      | definitivo |
| S        | Ferdinando Della Volpe | Club Italia       | definitivo |
| L        | Leonardo Fantauzzo     | giovanili         | definitivo |
| C        | Matteo Granito         | Folgore Massa     | definitivo |
| S/O      | Mladen Majdak          | Losanna UC        | definitivo |
| S/O      | Goran Marić            | Città di Castello | definitivo |
| L        | Andrea Marchisio       | Tuscania          | definitivo |
| S        | Daniele Mengozzi       | Motta             | definitivo |
| S        | Sergio Noda            | inattivo          | definitivo |
| P        | Matteo Pistolesi       | Club Italia       | definitivo |
| S        | Giacomo Raffaelli      | Club Italia       | definitivo |
| S        | Jan Willem Snippe      | Saint-Nazaire     | definitivo |
| S/O      | Vincenzo Tamburo       | Materdomini       | definitivo |

| Cessioni | Cessioni         | Cessioni          | Cessioni   |
| R.       | Nome             | a                 | Modalità   |
| -------- | ---------------- | ----------------- | ---------- |
| S/O      | Paolo De Rosas   | Motta             | definitivo |
| C        | Andrea Di Marco  | ?                 | definitivo |
| S        | Michele Grassano | Aversa            | definitivo |
| S        | Marco Lipparini  | Invicta           | definitivo |
| S        | Marco Lotito     | Massa             | definitivo |
| S/O      | Goran Marić      | ?                 | definitivo |
| P        | Simone Marini    | Città di Castello | definitivo |
| C        | Carmelo Muscarà  | Real Gioia        | definitivo |
| L        | Paolo Pellegrini | ?                 | definitivo |
| L        | Filippo Pochini  | Lupi Santa Croce  | definitivo |
| S/O      | Nicola Romani    | Libertas Osimo    | definitivo |
| S/O      | Simone Spescha   | ?                 | definitivo |
| S        | Davide Urbani    | ?                 | definitivo |

## Risultati

### Serie A2

#### Girone di andata
| 1ª giornata - 24 ottobre 2015 PalaPrincipi, Potenza Picena            | Potentino         | 3 - 1 | Emma Villas      | 25-22, 26-28, 26-24, 25-23        |
| 2ª giornata - 1º novembre 2015 PalaEstra, Siena                       | Emma Villas       | 3 - 1 | Impavida Ortona  | 21-25, 25-20, 25-19, 25-18        |
| 3ª giornata - 7 novembre 2015 PalaValentia, Vibo Valentia             | Callipo           | 3 - 1 | Emma Villas      | 27-25, 25-22, 23-25, 25-17        |
| 4ª giornata - 25 novembre 2015 PalaSanFilippo, Brescia                | Atlantide Brescia | 3 - 1 | Emma Villas      | 21-25, 25-22, 25-15, 28-26        |
| 5ª giornata - 21 novembre 2015 PalaEstra, Siena                       | Emma Villas       | 1 - 3 | Materdomini      | 25-23, 19-25, 22-25, 23-25        |
| 6ª giornata - 29 novembre 2015 PalaBigi, Reggio nell'Emilia           | Tricolore         | 2 - 3 | Emma Villas      | 25-22, 21-25, 26-24, 22-25, 10-15 |
| 7ª giornata - 5 dicembre 2015 PalaEstra, Siena                        | Emma Villas       | 3 - 0 | Alessano         | 25-20, 25-17, 25-21               |
| 8ª giornata - 8 dicembre 2015 PalaEstra, Siena                        | Emma Villas       | 3 - 1 | Argos            | 26-28, 25-12, 25-18, 25-17        |
| 9ª giornata - 13 dicembre 2015 Palazzetto dello Sport, Monterotondo   | Civita Castellana | 3 - 1 | Emma Villas      | 26-24, 17-25, 26-24, 25-23        |
| 10ª giornata - 16 dicembre 2015 Palazzetto dello Sport, Montefiascone | Tuscania          | 3 - 2 | Emma Villas      | 20-25, 25-18, 26-24, 33-35, 15-11 |
| 11ª giornata - 19 dicembre 2015 PalaEstra, Siena                      | Emma Villas       | 3 - 2 | Club Italia      | 25-11, 15-25, 25-20, 18-25, 15-10 |
| 12ª giornata - 27 dicembre 2015 PalaManera, Mondovì                   | Mondovì           | 0 - 3 | Emma Villas      | 17-25, 23-25, 21-25               |
| 13ª giornata - 3 gennaio 2016 PalaEstra, Siena                        | Emma Villas       | 3 - 2 | Libertas Brianza | 23-25, 25-17, 25-22, 27-29, 15-13 |

#### Girone di ritorno
| 14ª giornata - 6 gennaio 2016 PalaEstra, Siena                  | Emma Villas      | 3 - 1 | Potentino         | 25-19, 22-25, 25-22, 25-20        |
| 15ª giornata - 10 gennaio 2016 Palasport Comunale, Ortona       | Impavida Ortona  | 1 - 3 | Emma Villas       | 15-25, 25-22, 22-25, 26-28        |
| 16ª giornata - 17 gennaio 2016 PalaEstra, Siena                 | Emma Villas      | 0 - 3 | Callipo           | 21-25, 18-25, 20-25               |
| 17ª giornata - 24 gennaio 2016 PalaEstra, Siena                 | Emma Villas      | 3 - 1 | Atlantide Brescia | 25-23, 17-25, 25-15, 25-19        |
| 18ª giornata - 31 gennaio 2016 PalaGrotte, Castellana Grotte    | Materdomini      | 3 - 2 | Emma Villas       | 25-20, 14-25, 31-29, 16-25, 16-14 |
| 19ª giornata - 14 febbraio 2016 PalaEstra, Siena                | Emma Villas      | 1 - 3 | Tricolore         | 22-25, 25-27, 29-27, 24-26        |
| 20ª giornata - 21 febbraio 2016 Palazzetto dello Sport, Tricase | Alessano         | 2 - 3 | Emma Villas       | 25-20, 25-21, 20-25, 20-25, 11-15 |
| 21ª giornata - 28 febbraio 2016 PalaPolsinelli, Sora            | Argos            | 3 - 2 | Emma Villas       | 19-25, 25-20, 25-19, 23-25, 15-9  |
| 22ª giornata - 6 marzo 2016 PalaEstra, Siena                    | Emma Villas      | 1 - 3 | Civita Castellana | 20-25, 16-25, 25-23, 22-25        |
| 23ª giornata - 9 marzo 2016 PalaEstra, Siena                    | Emma Villas      | 3 - 0 | Tuscania          | 25-19, 25-19, 25-14               |
| 24ª giornata - 13 aprile 2016 Palazzetto dello Sport, Roma      | Club Italia      | 1 - 3 | Emma Villas       | 14-25, 25-20, 21-25, 24-26        |
| 25ª giornata - 19 marzo 2016 PalaEstra, Siena                   | Emma Villas      | 2 - 3 | Mondovì           | 19-25, 25-21, 25-22, 23-25, 13-15 |
| 26ª giornata - 27 marzo 2016 Parini, Cantù                      | Libertas Brianza | 0 - 3 | Emma Villas       | 19-25, 23-25, 25-27               |

#### Play-off promozione
| Quarti di finale (gara 1) - 3 aprile 2016 Palazzetto dello Sport, Montefiascone | Tuscania    | 3 - 2 | Emma Villas | 25-23, 21-25, 25-23, 17-25, 15-13 |
| Quarti di finale (gara 2) - 6 aprile 2016 PalaEstra, Siena                      | Emma Villas | 1 - 3 | Tuscania    | 18-25, 14-25, 25-21, 21-25        |

### Coppa Italia di Serie A2

#### Fase a eliminazione diretta
| Quarti di finale - 20 gennaio 2016 Palazzetto dello Sport, Monterotondo | Civita Castellana | 2 - 3 | Emma Villas | 21-25, 25-21, 27-25, 19-25, 12-15 |
| Semifinali - 27 gennaio 2016 PalaValentia, Vibo Valentia                | Callipo           | 3 - 1 | Emma Villas | 26-24, 25-21, 21-25, 25-19        |

## Statistiche

### Statistiche di squadra
| Competizione             | Punti | In casa | In casa | In casa | In trasferta | In trasferta | In trasferta | Totale | Totale | Totale |
| Competizione             | Punti | G       | V       | P       | G            | V            | P            | G      | V      | P      |
| ------------------------ | ----- | ------- | ------- | ------- | ------------ | ------------ | ------------ | ------ | ------ | ------ |
| Serie A2                 | 42    | 14      | 8       | 6       | 14           | 6            | 8            | 28     | 14     | 14     |
| Coppa Italia di Serie A2 | -     | -       | -       | -       | 2            | 1            | 1            | 2      | 1      | 1      |
| Totale                   | -     | 14      | 8       | 6       | 16           | 7            | 9            | 30     | 15     | 15     |

G = partite giocate; V = partite vinte; P = partite perse

### Statistiche dei giocatori
| Giocatore       | Serie A2 | Serie A2 | Serie A2 | Serie A2 | Serie A2 | Coppa Italia di Serie A2 | Coppa Italia di Serie A2 | Coppa Italia di Serie A2 | Coppa Italia di Serie A2 | Coppa Italia di Serie A2 | Totale | Totale | Totale | Totale | Totale |
| Giocatore       | P        | PT       | AV       | MV       | BV       | P                        | PT                       | AV                       | MV                       | BV                       | P      | PT     | AV     | MV     | BV     |
| --------------- | -------- | -------- | -------- | -------- | -------- | ------------------------ | ------------------------ | ------------------------ | ------------------------ | ------------------------ | ------ | ------ | ------ | ------ | ------ |
| M. Bortolozzo   | 22       | 120      | 76       | 33       | 11       | 2                        | 15                       | 9                        | 5                        | 1                        | 24     | 135    | 85     | 38     | 12     |
| R. Braga        | 24       | 228      | 142      | 66       | 20       | 1                        | 5                        | 4                        | 1                        | 0                        | 25     | 233    | 146    | 67     | 20     |
| F. Della Volpe  | 2        | 0        | 0        | 0        | 0        | -                        | -                        | -                        | -                        | -                        | 2      | 0      | 0      | 0      | 0      |
| A. Di Marco     | 21       | 159      | 108      | 41       | 10       | 2                        | 15                       | 9                        | 6                        | 0                        | 23     | 174    | 117    | 47     | 10     |
| L. Fantauzzo    | 14       | 4        | -        | -        | 4        | 0                        | -                        | -                        | -                        | -                        | 14     | 4      | -      | -      | 4      |
| M. Granito      | 0        | 0        | 0        | 0        | 0        | 1                        | 0                        | 0                        | 0                        | 0                        | 1      | 0      | 0      | 0      | 0      |
| M. Grassano     | 4        | 20       | 14       | 4        | 2        | -                        | -                        | -                        | -                        | -                        | 4      | 20     | 14     | 4      | 2      |
| M. Majdak       | 25       | 389      | 352      | 23       | 14       | 2                        | 4                        | 4                        | 0                        | 0                        | 27     | 393    | 356    | 23     | 14     |
| A. Marchisio    | 28       | -        | -        | -        | -        | 2                        | -                        | -                        | -                        | -                        | 30     | -      | -      | -      | -      |
| G. Marić        | 6        | 85       | 69       | 9        | 7        | -                        | -                        | -                        | -                        | -                        | 6      | 85     | 69     | 9      | 7      |
| D. Mengozzi     | 15       | 21       | 17       | 2        | 2        | 0                        | 0                        | 0                        | 0                        | 0                        | 15     | 21     | 17     | 2      | 2      |
| S. Noda         | 14       | 144      | 125      | 8        | 11       | 2                        | 32                       | 30                       | 1                        | 1                        | 16     | 176    | 155    | 9      | 12     |
| M. Pistolesi    | 27       | 25       | 11       | 5        | 9        | 2                        | 1                        | 0                        | 0                        | 1                        | 29     | 26     | 11     | 5      | 10     |
| G. Raffaelli    | 27       | 222      | 188      | 29       | 5        | 2                        | 1                        | 1                        | 0                        | 0                        | 29     | 223    | 189    | 29     | 5      |
| M. Scappaticcio | 25       | 32       | 16       | 8        | 8        | 2                        | 5                        | 1                        | 2                        | 2                        | 27     | 37     | 17     | 10     | 10     |
| J. Snippe       | 21       | 256      | 222      | 12       | 22       | 2                        | 30                       | 26                       | 1                        | 3                        | 23     | 286    | 248    | 13     | 25     |
| V. Tamburo      | 24       | 194      | 159      | 19       | 16       | 2                        | 30                       | 26                       | 2                        | 2                        | 26     | 224    | 185    | 21     | 18     |

P = presenze; PT = punti totali; AV = attacchi vincenti; MV = muri vincenti; BV = battute vincenti